# Castilleja linariifolia

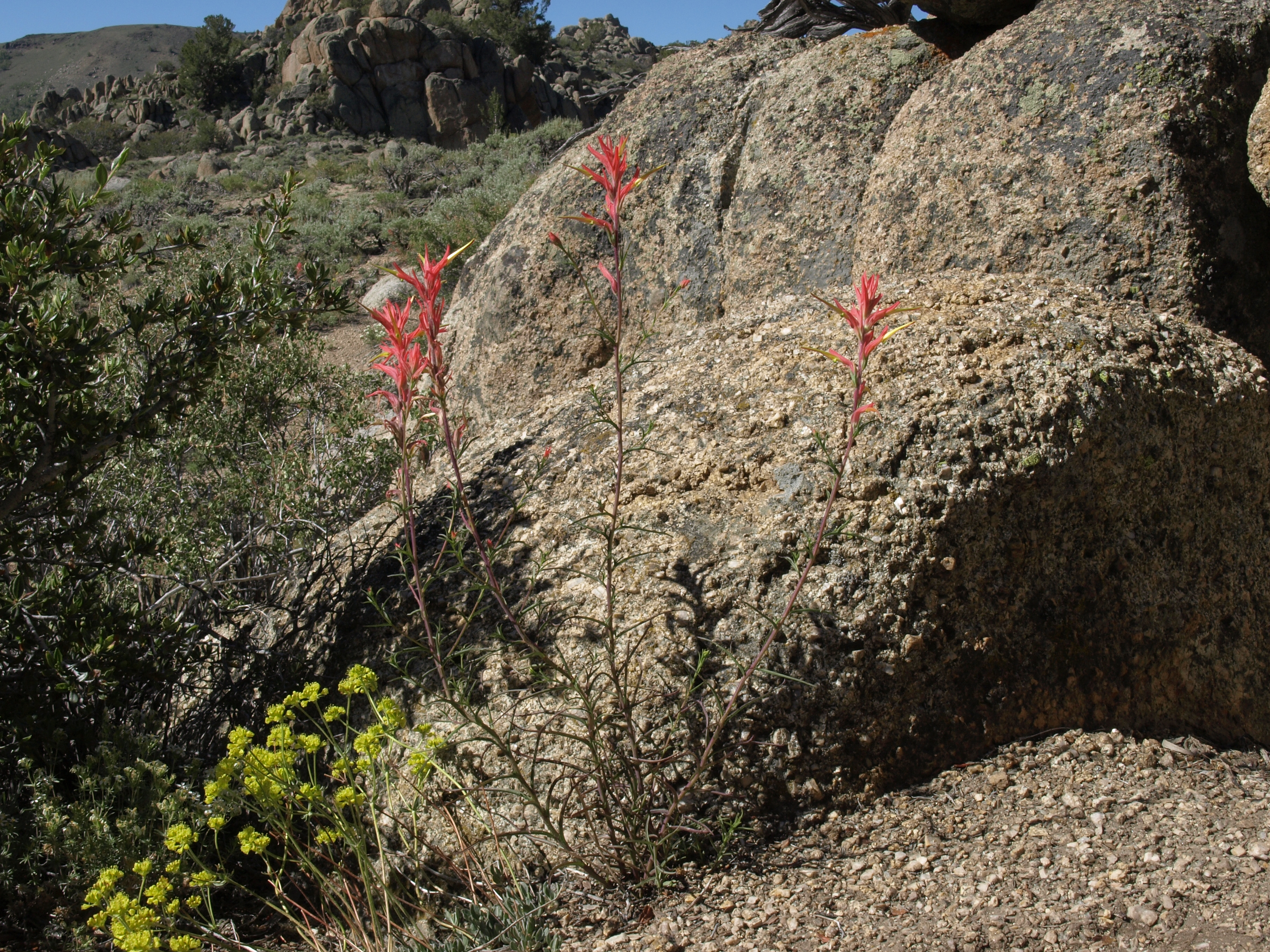
Habitus

Castilleja linariifolia ist eine Pflanzenart in der Familie der Sommerwurzgewächse aus dem Westen der USA. Sie ist die Staatsblume von Wyoming.

## Beschreibung
Castilleja linariifolia wächst meist als ausdauernde, krautige Pflanze oder manchmal als Halbstrauch bis etwa 1 Meter hoch. Die wenig verzweigten Stängel sind kahl bis behaart.
Die wechselstängigen Laubblätter sind sitzend. Sie sind oft ganz bis oberseits dreigeteilt, die Abschnitte sind ganzrandig, schmal-eilanzettlich bis linealisch, spitz und eingefaltet.
Die Blüten erscheinen in endständigen Blütenständen. Die relativ großen, zwittrigen und kurz gestielten bis fast sitzenden Blüten mit doppelter Blütenhülle sind rot-grün bis rot-gelb. Sie stehen an einem größeren, meist dreiteiligen und grünen bis teils rot gefärbten Deckblatt. Der meist rot gefärbte und beidseits ungleich tief gespaltene, mehr oder weniger behaarte, rippige Kelch ist vierzähnig. Die bis 4,5 Zentimeter lange, zweilippige Krone ist grün-gelb, fünfzählig und im unteren Teil röhrig verwachsen, die dreizähnige Unterlippe ist reduziert, die zweizähnig verwachsene Oberlippe ist schnabelartig verlängert. Es sind 4 lange und didynamische Staubblätter vorhanden. Der zweikammerige Fruchtknoten ist oberständig mit langem Griffel und leicht gelappter Narbe. Es wird zweimal am Tag, in den kühleren Zeiten, Nektar produziert.
Es werden kleine, vielsamige und eiförmige, lokulizidale, bis 1,5 Zentimeter lange Kapselfrüchte mit Kelchresten gebildet. Die kleinen, bis 2 Millimeter langen Samen sind dunkelbraun und netzig texturiert. Die Samen sind hitzebeständig.

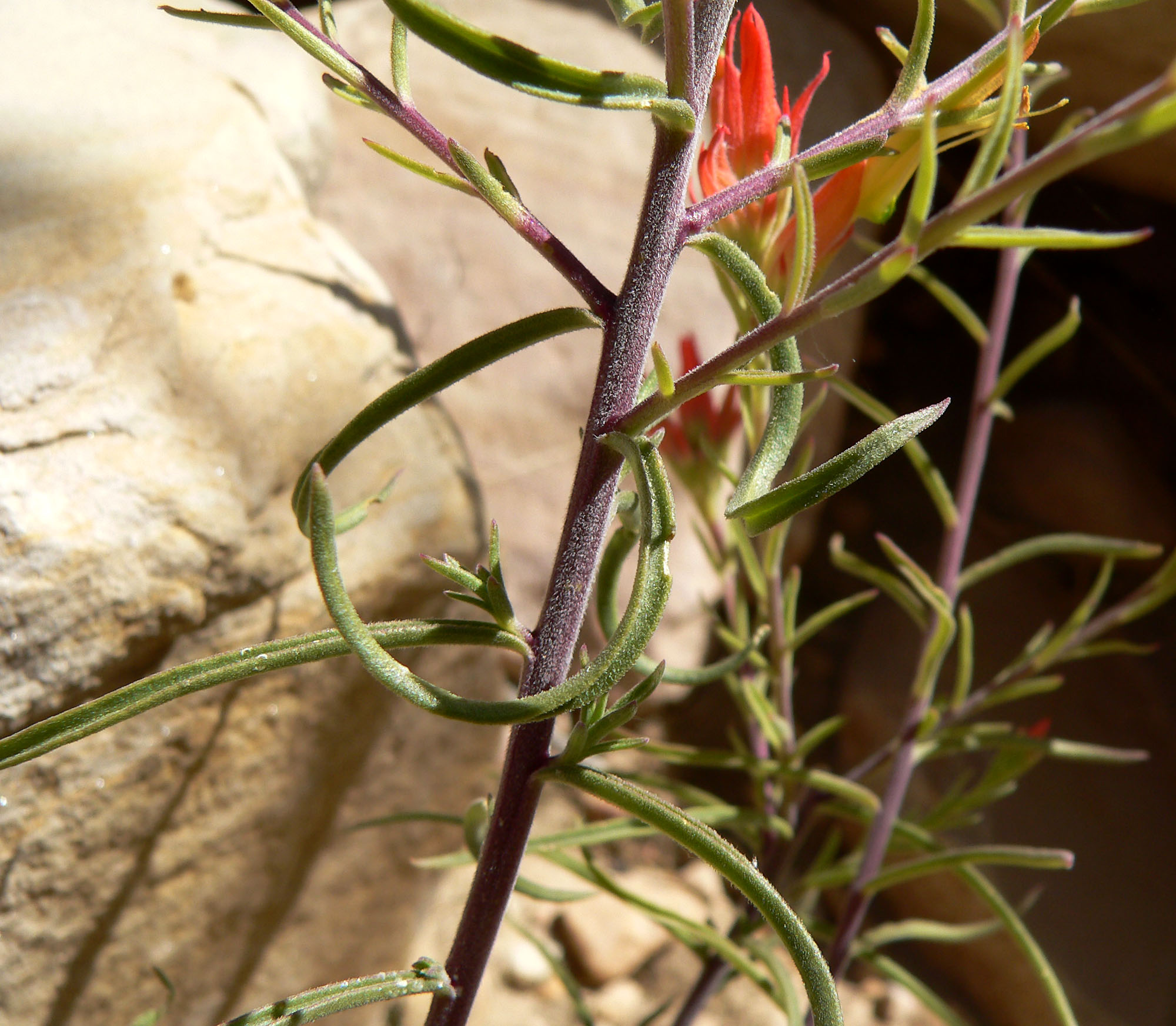
Stängel und Blätter
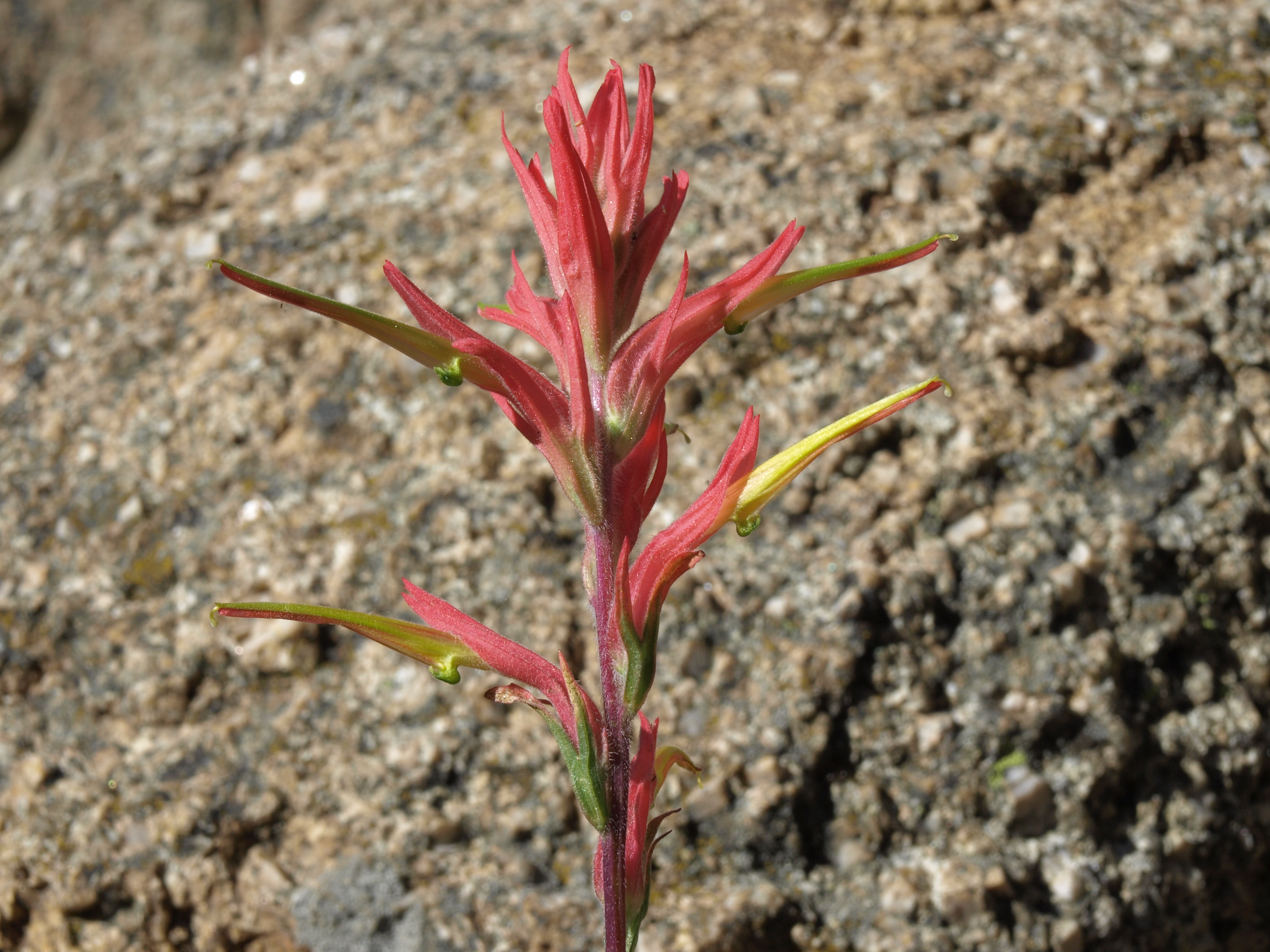
Blütenstand
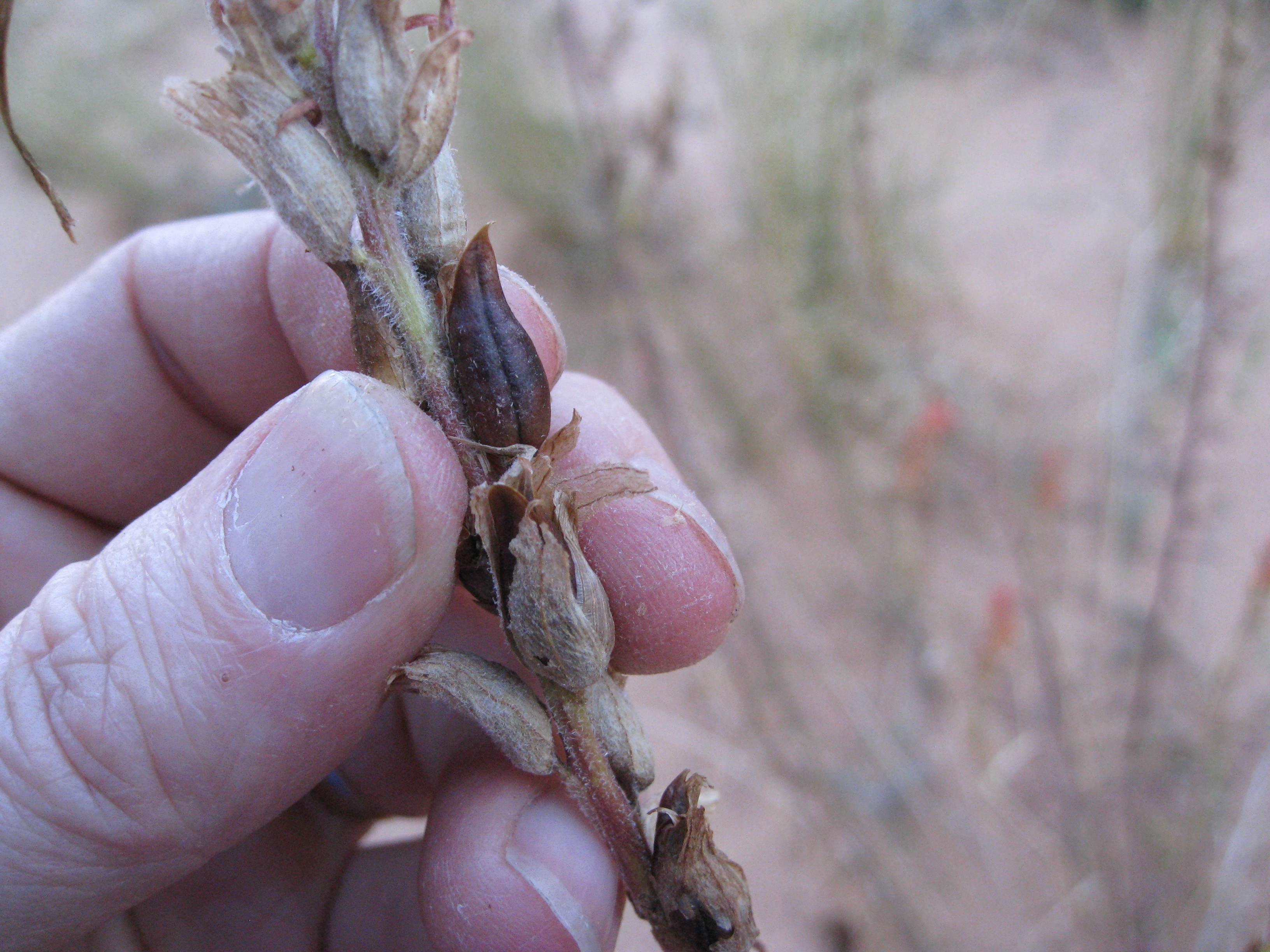
Fruchtstand

## Verwendung
Die Blüten und der Nektar sind essbar.